# Charinus insularis
Charinus insularis es una especie de araña del género Charinus, familia Charinidae. Fue descrita científicamente por Banks en 1902.
Habita en América del Sur. El caparazón de las hembras descrito por Miranda, Giupponi, Prendini y Scharff en 2021 mide de 2,80 a 3,84 mm de largo por 3,68 a 5,31 mm.